# Муральто
Муральто (італ. Muralto) — громада  в Швейцарії в кантоні Тічино, округ Локарно.

## Географія
Громада розташована на відстані близько 135 км на південний схід від Берна, 18 км на захід від Беллінцони.
Муральто має площу 0,6 км², з яких на 93,7% дозволяється будівництво (житлове та будівництво доріг), 3,2% використовуються в сільськогосподарських цілях, 1,6% зайнято лісами, 1,6% не є продуктивними (річки, льодовики або гори).

## Демографія
2019 року в громаді мешкало 2675 осіб (-3,4% порівняно з 2010 роком), іноземців було 28,8%. Густота населення становила 4534 осіб/км².
За віковим діапазоном населення розподілялося таким чином: 11,2% — особи молодші 20 років, 54,1% — особи у віці 20—64 років, 34,7% — особи у віці 65 років та старші. Було 1499 помешкань (у середньому 1,7 особи в помешканні).